# Johannes Schild
Johannes Schild (* 16. Oktober 1960 in Rüdesheim am Rhein) ist ein deutscher Komponist und Dirigent.

## Leben
Johannes Schild studierte Komposition und Musiktheorie an den Musikhochschulen Detmold und Würzburg bei Dietrich Manicke und Zsolt Gárdonyi sowie Dirigieren bei David de Villiers. Er ist Professor für Tonsatz, Komposition und Musiktheorie an der Hochschule für Musik und Tanz Köln und an der Zürcher Hochschule der Künste (ZHdK). Zu seinen Schülern zählen Henrik Albrecht, Matthias Giesen, Esther Hilsberg, Gereon Krahforst, Marius Ruhland und Thorsten Wollmann.

## Werke (Auswahl)
- Orchesterwerke
  - Metávasi – Drei symphonische Skizzen (2011), Auftragswerk des Bundesschulmusikorchesters
  - "Deine Lieder für uns", Bühnenmusik (2004), Auftragswerk des Theaters im Pfalzbau Ludwigshafen
  - "C'est la vie, mon ami", Filmmusik (2000)
- Bühnenwerke
  - "Der kleine Prinz", Oper nach Antoine de Saint-Exupéry (2022)
  - "Ayas Entdeckung", Kinderoper (2015)
  - "Sternherz" – eine Weihnachtsoper (2013)
- Vokalmusik
  - "Τι είναι η αγάπη" (Ti ine i agápi) Kantate nach Nikos Kazantzakis für Soli, Chor, Violine und Klavier (2017)
  - "Gesang der Geister über den Wassern" nach J. W. v. Goethe für 8-st. Vokalensemble (1993)
  - Drei Gesänge nach Heinrich Heine für Chor und 5 Instrumente (1989)
- Kammermusik
  - Zwei Portraits für Klarinette & Klavier (1981/1992)
  - "Mitten wir im Leben sind" Fantasie nach Martin Luther für Blechbläserensemble (1985)
  - Aria und Fugato für Blechbläserensemble (1982), 1. Preis im Kompositionswettbewerb des Posaunenwerks der EKD 1982
  - Zwei Stücke für Querflöte & Orgel (1981)
- Orgelmusik
  - Fresko für Orgel (2009), UA 1. September 2009 im Kölner Dom, Solist: Winfried Bönig
- Arrangements und Bearbeitungen
  - Jan Pieterszoon Sweelinck: Variationen "Mein junges Leben hat ein End" für Streichquartett
  - Eduard Künneke: Operette "Der Vetter aus Dingsda" für Salonorchester
  - Dmitri Schostakowitsch: Sinfonie Nr. 9, op. 70, Klavierauszug
  - Bühnenshow "Gipsy Christmas" für Orchester
  - "Las-Vegas-Show" nach Elvis Presley für Orchester

## Publikationen
- "In meinen Tönen spreche ich", Brahms und die Symphonie. Bärenreiter/Metzler, Kassel u. Berlin 2022, ISBN 978-3-7618-2525-9.
- Zwölftöniges im Spätwerk von Schostakowitsch. In: Schostakowitsch und die beiden Avantgarden des 20. Jahrhunderts. Schostakowitsch-Studien. Bd. 12, Hrsg.: Deutsche Schostakowitsch Gesellschaft. Wolke Verlag, Hofheim 2019, ISBN 978-3-95593-105-6, S. 186–206.
- Shostakovich and Wagner's ring: Some remarks on intertextual references. In: Sociocultural Crossings and Borders: Musical Microhistories Hrsg. Rima Povilioniene, Ruta Staneviciute, Vilnius: Lithuanian Academy of Music and Theatre 2015, S. 443–455, ISBN 9786098071290
- Heitere Spätblüte: Falstaff und Meistersinger gegenübergestellt. In: Verdi und Wagner, Kulturen der Oper. Wien ed a. 2014, S. 112–149, ISBN 978-3-412-22249-9
- Über Schostakowitschs Wahlverwandtschaft mit Mahler. In: Gustav Mahler und die musikalische Moderne, Stuttgart 2011, S. 167–220, ISBN 978-3-515-09902-8
- "... zum Raum wird hier die Zeit." Tonfelder in Wagners Parsifal. In: Funktionale Analyse : Musik - Malerei - antike Literatur, Hildesheim 2010, S. 311–371, ISBN 978-3-487-14532-7
- Einige Beobachtungen zur Struktur in Bachs "Clavier-Übung". In: Bulletin/Internationale Arbeitsgemeinschaft für theolog. Bachforschung, Heidelberg 1988, S. 134–146.